# Martín Ojeda
Martín Ezequiel "cachaza" Ojeda (Gualeguaychú, Entre Ríos; 27 de noviembre de 1998) es un futbolista argentino. Juega de volante y su equipo actual es Orlando City S. C. de la Major League Soccer de los Estados Unidos.

## Trayectoria

### Ferro Carril Oeste
Su llegada a Ferro Carril Oeste fue gracias a Marcelo Broggi, quien fue a probar chicos a Gualeguaychú y lo convocó para una nueva prueba en el club para que lo vieran los técnicos de las divisiones inferiores. Desde su llegada al club fue alternando en varias posiciones ofensivas, sin embargo a pedido de Marcelo Broggi en 2015 jugó todo el año como  volante por izquierda.
Ojeda realizó todas las divisiones inferiores en Ferro, siendo su último año muy destacado al convertir 23 goles en 18 partidos disputados en el último semestre de 2015 y terminando como segundo goleador del Torneo Juvenil “A” de la Asociación del Fútbol Argentino. En la temporada 2015, a pedido de Marcelo Broggi comenzó a entrenar con la primera división, destacando sus capacidades ofensivas. Al finalizar la temporada le informaron que integraría el plantel que realizaría la pretemporada y firmó su primer contrato como profesional.
En la temporada 2016 tuvo su debut como titular en el partido entre Atlético Paraná y Ferro Carril Oeste el 30 de enero, por el Campeonato de Primera B Nacional 2016, Ojeda jugó 87 minutos en dicho partido, que terminó en empate con goles de Martín Ojeda para Ferro y Alexis Ekkert para Atlético Paraná, hasta que fue reemplazado por Ezequiel Pérez. Desde su debut se transformó en una pieza clave para la ofensiva de su equipo.

### Racing Club
En 2017 pasó a Racing Club, que compró el 80% de su pase, y firmó contrato por 4 años. En el equipo de Avellaneda jugó 18 partidos (sin goles) entre 2017 y 2019, cuando pasó a préstamo a Huracán.

### Godoy Cruz
A mediados de 2020 fue cedido una vez más, esta vez a Godoy Cruz, quien finalizado el préstamo compró el 50% del pase del jugador por medio millón de dólares.

## Estadísticas

### Clubes
Actualizado de acuerdo al último partido jugado el 10 de agosto de 2025.
| Club                              | Div.          | Temporada     | Liga  | Liga  | Liga   | Copas nacionales | Copas nacionales | Copas nacionales | Torneos internacionales | Torneos internacionales | Torneos internacionales | Total | Total | Total  |
| Club                              | Div.          | Temporada     | Part. | Goles | Asist. | Part.            | Goles            | Asist.           | Part.                   | Goles                   | Asist.                  | Part. | Goles | Asist. |
| --------------------------------- | ------------- | ------------- | ----- | ----- | ------ | ---------------- | ---------------- | ---------------- | ----------------------- | ----------------------- | ----------------------- | ----- | ----- | ------ |
| Ferro Carril Oeste Argentina      | 2.ª           | 2016          | 20    | 3     | 2      | 1                | 0                | 0                | —                       | —                       | —                       | 21    | 3     | 2      |
| Ferro Carril Oeste Argentina      | 2.ª           | 2016-17       | 23    | 2     | 3      | 1                | 0                | 0                | —                       | —                       | —                       | 24    | 2     | 3      |
| Ferro Carril Oeste Argentina      | Total club    | Total club    | 43    | 5     | 5      | 2                | 0                | 0                | 0                       | 0                       | 0                       | 45    | 5     | 5      |
| Racing Club Argentina             | 1.ª           | 2017-18       | 14    | 0     | 1      | 1                | 0                | 0                | 1                       | 0                       | 0                       | 16    | 0     | 1      |
| Racing Club Argentina             | 1.ª           | 2018-19       | —     | —     | —      | —                | —                | —                | 2                       | 0                       | 0                       | 2     | 0     | 0      |
| Racing Club Argentina             | Total club    | Total club    | 14    | 0     | 1      | 1                | 0                | 0                | 3                       | 0                       | 0                       | 18    | 0     | 1      |
| C. A. Huracán Argentina           | 1.ª           | 2019-20       | 9     | 1     | 1      | 1                | 0                | 0                | 2                       | 0                       | 0                       | 12    | 1     | 1      |
| C. A. Huracán Argentina           | Total club    | Total club    | 9     | 1     | 1      | 1                | 0                | 0                | 2                       | 0                       | 0                       | 12    | 1     | 1      |
| C. D. Godoy Cruz Argentina        | 1.ª           | 2020          | —     | —     | —      | 16               | 4                | 3                | —                       | —                       | —                       | 16    | 4     | 3      |
| C. D. Godoy Cruz Argentina        | 1.ª           | 2021          | 23    | 12    | 3      | 13               | 3                | 1                | —                       | —                       | —                       | 36    | 15    | 4      |
| C. D. Godoy Cruz Argentina        | 1.ª           | 2022          | 27    | 6     | 9      | 18               | 7                | 4                | —                       | —                       | —                       | 45    | 13    | 13     |
| C. D. Godoy Cruz Argentina        | Total club    | Total club    | 50    | 18    | 12     | 47               | 14               | 8                | 0                       | 0                       | 0                       | 97    | 32    | 20     |
| Orlando City S. C. Estados Unidos | 1.ª           | 2023          | 36    | 6     | 7      | 1                | 0                | 0                | 5                       | 0                       | 0                       | 42    | 6     | 7      |
| Orlando City S. C. Estados Unidos | 1.ª           | 2024          | 39    | 5     | 9      | —                | —                | —                | 7                       | 2                       | 1                       | 46    | 7     | 10     |
| Orlando City S. C. Estados Unidos | 1.ª           | 2025          | 26    | 14    | 8      | 2                | 0                | 1                | 3                       | 3                       | 3                       | 31    | 17    | 12     |
| Orlando City S. C. Estados Unidos | Total club    | Total club    | 101   | 25    | 24     | 3                | 0                | 1                | 15                      | 5                       | 4                       | 119   | 30    | 29     |
| Total carrera                     | Total carrera | Total carrera | 217   | 49    | 43     | 54               | 14               | 9                | 20                      | 5                       | 4                       | 291   | 68    | 56     |
| 1. 2. 3.                          |               |               |       |       |        |                  |                  |                  |                         |                         |                         |       |       |        |

### Hat-tricks
| Partidos en los que anotó tres o más goles | Partidos en los que anotó tres o más goles | Partidos en los que anotó tres o más goles | Partidos en los que anotó tres o más goles  | Partidos en los que anotó tres o más goles | Partidos en los que anotó tres o más goles | Partidos en los que anotó tres o más goles |
| N.º                                        | Fecha                                      | Estadio                                    | Partido                                     | Goles                                      | Resultado                                  | Competición                                |
| ------------------------------------------ | ------------------------------------------ | ------------------------------------------ | ------------------------------------------- | ------------------------------------------ | ------------------------------------------ | ------------------------------------------ |
| 1                                          | 10 de mayo de 2025                         | Inter&Co Stadium, Orlando                  | Orlando City S. C. - New England Revolution |                                            | 3 - 3                                      | Major League Soccer 2025                   |

## Palmarés

### Campeonatos nacionales
| Título           | Club        | País      | Año     |
| ---------------- | ----------- | --------- | ------- |
| Primera División | Racing Club | Argentina | 2018-19 |